# 王子职
王子职（？—？），芈姓，熊氏，名职，是楚成王的庶子，楚穆王商臣之弟。楚成王最初立商臣为太子，后来又想杀掉商臣改立王子职。商臣在宴请江芈确认了消息后，与师傅潘崇合谋，发动兵变，逼楚成王自杀。
此后没有王子职的记载。在小说《东周列国志》中，王子职想逃奔晋国，却被斗越椒截杀。